# Hans-Dieter Flick
Hans-Dieter Flick   (Heidelberg, 24 de febrer de 1965), també conegut com a Hansi Flick, és un entrenador de futbol professional i exfutbolista alemany, que ha entrenat la selecció d'Alemanya. Des del 31 de maig del 2024 és l'entrenador del primer equip masculí del FC Barcelona.
Des de l'agost de 2006 fins al juliol de 2014, va ser l'entrenador ajudant d'Alemanya quan el seleccionador era Joachim Löw. L'agost de 2020, Flick va guanyar la UEFA Champions League com a entrenador del FC Bayern de Múnic, completant el segon triplet continental del club. El 2021, també va liderar l'equip a una Copa del Món de Clubs de la FIFA i un altre títol de la Bundesliga. Conjuntament amb Pep Guardiola, és un dels dos únics entrenadors que ha aconseguit un sextet amb el seu equip.

## Carrera com a jugador
Com a jugador, va ser un migcampista que va jugar 104 partits amb l'FC Bayern de Múnic i hi va marcar cinc gols entre 1985 i 1990, on va guanyar quatre títols de la Bundesliga i un títol de la DFB-Pokal, i va jugar la final de la Copa d'Europa de 1987. Més tard va jugar 44 partits amb el Köln abans de retirar-se del futbol professional el 1993 a causa de lesions. La seva última etapa com a futbolista va ser amb el Victoria Bammental des del 1994 fins al 2000.
No va jugar mai amb la selecció d'Alemanya de futbol, però va jugar dos partits amb la selecció alemanya sub-18, a la fase de grups del Campionat d'Europa sub-18 de la UEFA de 1983 el 15 i 17 de maig de 1983, en una victòria per 1-0. Suècia i en una victòria per 3-1 sobre Bulgària, respectivament.

## Carrera com a entrenador
La carrera d'entrenador de Flick va començar l'any 1996 com a jugador i entrenador del Viktoria Bammental, que en aquell moment jugava a l'Oberliga Baden-Württemberg. Al final de la temporada 1998–99, el club va descendir a la Verbandsliga Baden, però Flick va continuar sent-ne entrenador una temporada més.

### 1899 Hoffenheim
El juliol de 2000, va esdevenir entrenador del club de l'Oberliga Baden-Württemberg 1899 Hoffenheim, guanyant la lliga i guanyant l'ascens a la Regionalliga Süd en la seva primera temporada al club. Després de quatre intents infructuosos d'arribar a la 2. Bundesliga, va ser alliberat de les seves funcions el 19 de novembre de 2005.

### Red Bull Salzburg (assistent)
Flick va treballar breument com a assistent de Giovanni Trapattoni i Lothar Matthäus i coordinador esportiu del Red Bull Salzburg. Flick va afirmar que el seu treball sota Trapattoni, un dels entrenadors més reconeguts del món, li va ensenyar moltes coses, sobretot en tàctiques i en el desenvolupament de les relacions amb els jugadors, però també va dir que no estava d'acord amb l'enfocament de Trapattoni de centrar-se en la defensa primer.

### Alemanya (assistent)

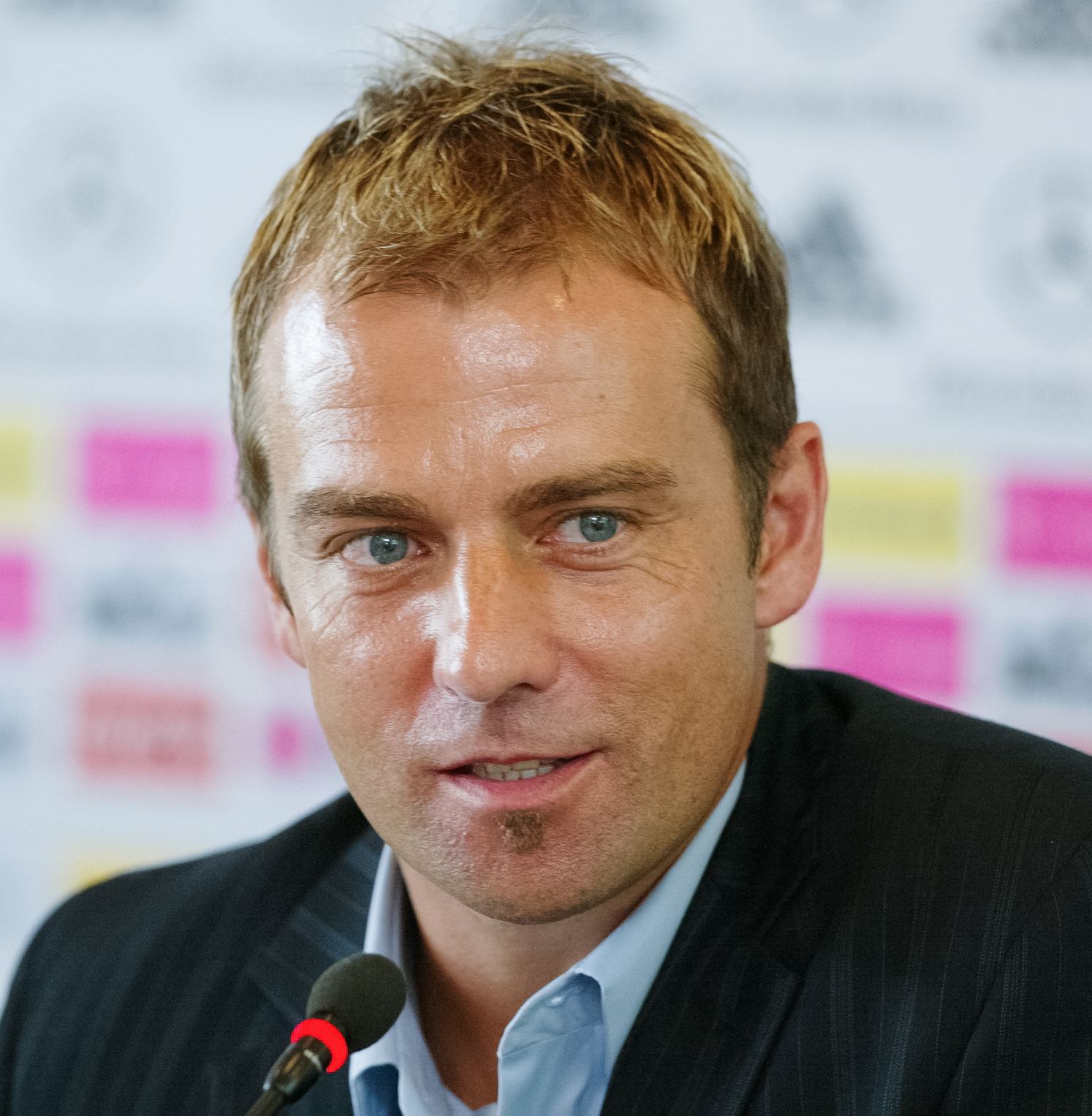
Flick el 2006

Va ser nomenat entrenador ajudant d'Alemanya el 23 d'agost de 2006. Tot i que no figura com a entrenador reconegut oficialment per l'DFB, a causa de l'expulsió de Joachim Löw en el partit anterior, Flick va ser tècnicament l'entrenador alemany dels quarts de final de la UEFA Euro 2008 contra Portugal el 19 de juny de 2008, que va acabar amb victòria per a Alemanya per 3 a 2. Després de quedar segon al Campionat d'Europa de futbol 2008 i tercer a la Copa del Món de la FIFA 2010, va arribar a les semifinals de la UEFA Euro 2012 i va guanyar la Copa del Món de la FIFA 2014 com a entrenador ajudant d'Alemanya. Va esdevenir director esportiu de l'Associació Alemanya de Futbol després de la Copa del Món de 2014 fins al 16 de gener de 2017.

### Bayern de Múnic
L'1 de juliol de 2019 es va incorporar al Bayern de Múnic com a entrenador ajudant, sota la direcció de Niko Kovač. Quan Kovač va abandonar el Bayern per consentiment mutu el 3 de novembre de 2019, Flick va ser ascendit al càrrec d'entrenador interí. En el seu primer partit al càrrec, el Bayern va derrotar l'Olympiacos per 2-0 a la fase de grups de la Lliga de Campions de la UEFA el 6 de novembre de 2019. Després d'un període satisfactori com a entrenador interí, el Bayern va anunciar el 22 de desembre de 2019 que Flick continuarà sent entrenador fins a final de temporada.
L'abril de 2020, el Bayern de Múnic va donar a Flick un nou contracte fins al 2023.
Durant la temporada 2019-20, Flick va guiar amb èxit al Bayern per guanyar la Bundesliga, la DFB-Pokal i la UEFA Champions League, completant així el triplet continental per segona vegada en la història del club. Posteriorment, va ser nomenat entrenador de futbol alemany de l'any per la revista esportiva kicker i també va guanyar el premi a l'entrenador de l'any de la UEFA. La temporada següent, va dirigir el Bayern a guanyar la Supercopa de la UEFA 2020 contra el Sevilla. També va portar el Bayern a guanyar el seu primer sextet després de guanyar la Copa del Món de Clubs el febrer de 2021 en derrotar l'equip mexicà Tigres.
El 17 d'abril de 2021, Flick va anunciar que havia dit al club que volia marxar al final de la temporada. Va expressar el seu desig d'entrenar la selecció alemanya de futbol, donat el seu treball anterior com a ajudant del llavors entrenador de l'equip alemany, Joachim Löw. Flick va deixar el Bayern amb un dels rècords de victòries més grans de la història del futbol modern. Durant el seu mandat, el Bayern només va perdre set partits i va guanyar set trofeus (Bundesliga dues vegades, DFB-Pokal, Lliga de Campions, DFL-Supercup, Supercopa de la UEFA, Copa del Món de Clubs). El Bayern va quedar invicte a la Lliga de Campions 2019-20, el primer equip de la història de la Lliga de Campions/Europa que va aixecar el trofeu amb un rècord de victòries del 100% i va guanyar 23 partits seguits en totes les competicions entre el 16 de febrer de 2020 i el 18 de setembre de 2020, un rècord en el futbol professional d'Alemanya. Flick també va entrenar el Bayern a un triplet, el segon triplet en la història del Bayern. Flick va tenir una de les taxes de victòria més altes de la història del futbol, guanyant el 83% dels seus partits i va ajudar el Bayern a fer una mitjana de 3,0 gols per partit en totes les competicions. L'octubre de 2020, Flick va guanyar el Premi Europe's Coach of the Year, un premi al millor entrenador de futbol de les principals lligues de futbol d'Europa.

### Alemanya
El 25 de maig de 2021, l'Associació Alemanya de Futbol va anunciar que Flick va signar un contracte de tres anys a partir de l'1 d'agost de 2021 per exercir com a entrenador de la selecció d'Alemanya, i va substituir el seu antic entrenador Joachim Löw després de la UEFA Euro 2020. El 2 de setembre de 2021, Flick va guanyar el seu primer partit per 2-0 contra Liechtenstein en un partit de classificació per a la Copa del Món de la FIFA 2022. El 4 de juny de 2022, Alemanya va empatar 1–1 amb Itàlia a la UEFA Nations League 2022–23 A; per tant, es va convertir en el tercer entrenador que es va mantenir invicte en els seus deu primers partits, després de Sepp Herberger i Josef Derwall.

### FC Barcelona
El 29 de maig de 2024, Flick va fitxar com a nou entrenador del FC Barcelona, on arribava per substituir Xavi Hernández, amb un contracte fins al 30 de juny de 2026. Es va convertir així en el tercer entrenador alemany en la història del club, després de Hennes Weisweiler i Udo Lattek.
El 17 d'agost de 2024, Flick va guanyar el seu primer partit com a entrenador del Barça, amb una victòria per 1–2 contra el València CF, amb remuntada inclosa, a l'Estadi de Mestalla, un resultat que va trencar una ratxa de dos 0–0 seguits en la primera jornada de lliga les temporades anteriors. Va patir la seva primera derrota a la Lliga com a entrenador del Barcelona en una derrota per 4-2 contra el CA Osasuna el 28 de setembre. El 23 d'octubre, Flick va aconseguir una victòria contra el seu antic equip, el Bayern de Múnic, quan el Barça va guanyar per 4-1 a l'Estadi Olímpic Lluís Companys. Tres dies després, Flick va guanyar el seu primer Clàssic com a entrenador, una victòria per 4-0 contra el Reial Madrid al Bernabéu. El 12 de gener de 2025 va guanyar el seu primer títol al club després d'una victòria per 5-2 contra el Reial Madrid a la final de la Supercopa d'Espanya, final celebrada a l'Aràbia Saudita. Tot i encaixar un gol inicial de Kylian Mbappé, el Barça va respondre amb una actuació dominant a la primera part, marcant quatre gols a través de Lamine Yamal, Robert Lewandowski (penal), Raphinha i Alejandro Balde. Raphinha va afegir un cinquè gol a principis de la segona part. Fins i tot després de l'expulsió del porter Wojciech Szczęsny, el Barça va mantenir el control per aconseguir el seu 15è títol de Supercopa. El 26 d'abril de 2025 va guanyar la Copa del Rei amb el Barça, derrotant el Reial Madrid per 3-2 a la pròrroga a la final a l'Estadi de la Cartuja de Sevilla, guanyant així la 32a Copa pel Barça. Barcelona took an early lead through Pedri, but Real Madrid responded with goals from Kylian Mbappé and Aurélien Tchouaméni. Ferran Torres equalized late in the second half, and Jules Koundé scored the decisive goal in the 116th minute. Aquesta seria la seva setena final consecutiva guanyada, sumant-ne cinc amb el Bayern i dues amb els blaugranes.
El 30 d'abril i el 6 de maig de 2025, Flick va dirigir el Barça a la semifinal de la Lliga de Campions de la UEFA contra l'Inter de Milà. Tot i haver estat eliminat per 7-6 en el global, el seu plantejament tàctic va rebre elogis per la seva intensitat i intenció ofensiva. Flick va emprar una formació 4–2–3–1 centrada en la pressió alta, amb Lamine Yamal i Raphinha ampliant el camp de l'Inter.  Tot i que el Barça va crear nombroses ocasions i va marcar sis gols en els dos partits, la seva línia alta agressiva va ser repetidament exposada pels contraatacs directes de l'Inter, especialment a través de Lautaro Martínez. Malgrat l'eliminació, els partits es van veure com una reafirmació de la identitat tàctica proactiva de Flick.
Després d'una victòria per 2-0 contra el seu rival, el RCD Espanyol, el 15 de maig de 2025, Flick va aconseguir el seu primer títol de Lliga amb el FC Barcelona, amb gols de Lamine Yamal i Fermín López. Aquest partit va confirmar el doblet domèstic de Flick, ja que va sumar el seu títol de lliga a la seva victòria a la Copa del Rei.
Durant la temporada 2024-25, Flick va liderar el Barça a una xifra sense precedents de quatre victòries sobre el Reial Madrid en competicions oficials, incloent-hi els dos partits de La Lliga, la final de la Supercopa d'Espanya i la final de la Copa del Rei. Aquesta va ser la primera vegada a l'era moderna que el Barça va aconseguir una victòria neta sobre el seu rival en tots els partits oficials en una sola temporada.

## Vida personal
Flick està casat amb Silke Flick des de fa més de trenta anys. Tenen dues filles i dos nets.

## Palmarès

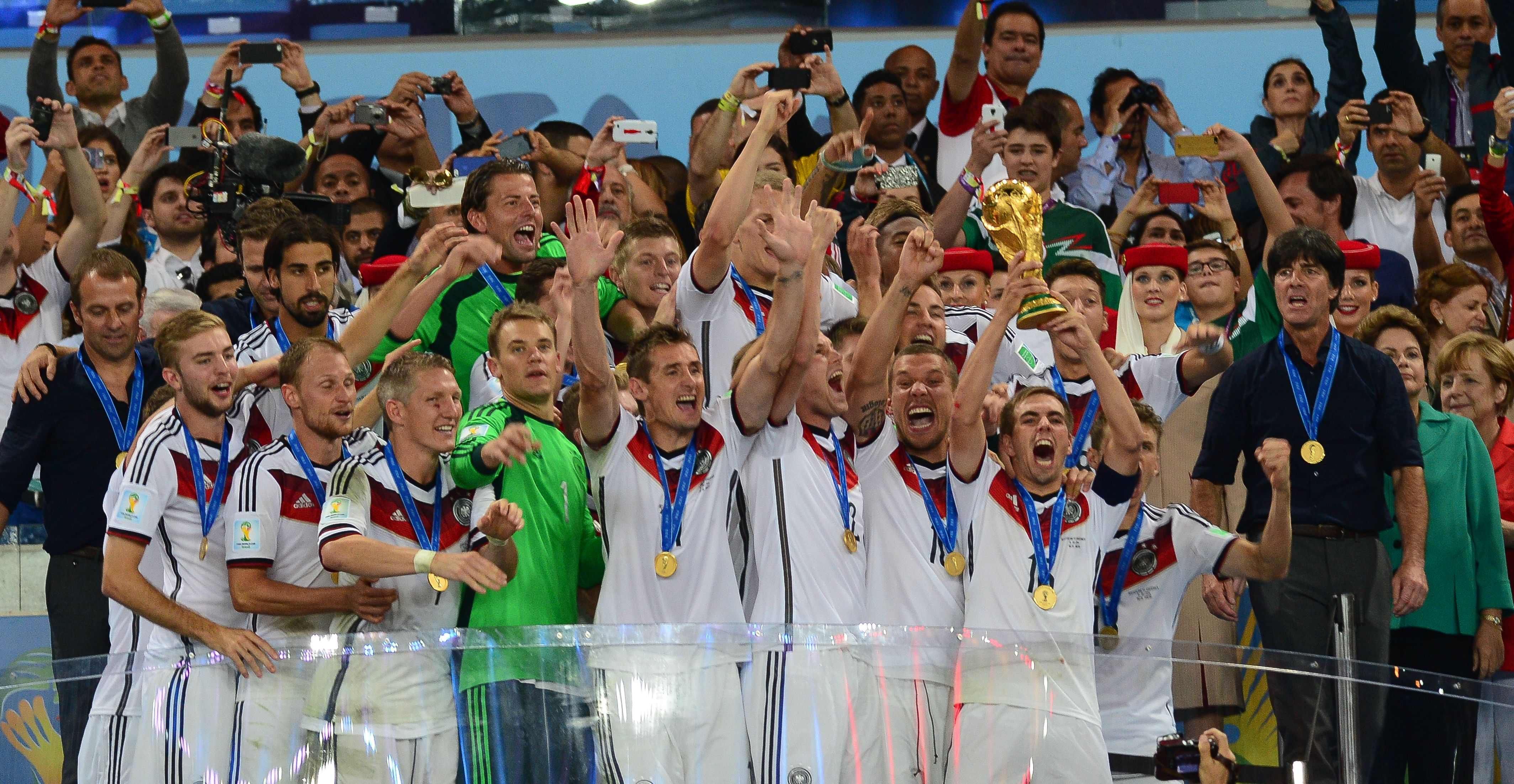
Flick (a l'extrem esquerre) celebra la victòria de la Copa del Món de la FIFA 2014

### Jugador
Bayern de Múnic
- Bundesliga: 1985–86, 1986–87, 1988–89, 1989–90
- DFB-Pokal: 1985–86
- DFB-Supercup: 1987
- Subcampió de la Copa d'Europa: 1986–87

1. FC Köln
- Subcampió de la DFB-Pokal: 1990–91

### Entrenador
Alemanya (com a entrenador assistent)
- Copa del Món de la FIFA: 2014; Tercer lloc: 2010
- Subcampió d'Europa de la UEFA: 2008; Tercer lloc: 2012

TSG 1899 Hoffenheim
- Oberliga Baden-Württemberg: 2000–01

Bayern de Múnic
- Bundesliga: 2019-20,[44] 2020-21[45]
- DFB-Pokal: 2019–20[46]
- DFL-Supercup: 2020[47]
- Lliga de Campions de la UEFA: 2019-20[48]
- Supercopa de la UEFA: 2020[17]
- Copa del Món de Clubs de la FIFA: 2020[49]

FC Barcelona
- Supercopa d'Espanya: 2025[50]
- Copa del Rei: 2024–25[33][34]
- Lliga espanyola: 2024–25

Individual
- Entrenador masculí de l'any de la UEFA: 2019–20[51]
- Millor entrenador de clubs del món IFFHS: 2020; tercer lloc 2021[52]
- Entrenador mundial de futbol masculí de l'any 2020
- Globe Soccer Millor entrenador de l'any: 2020[53]
- Entrenador de futbol alemany de l'any: 2020[15]
- Entrenador de la temporada de la VDV Bundesliga: 2019–20[54]
- Millor entrenador de la Lliga temporada 2024-25.[55]